# Gymnostemon
Gymnostemon là một chi thực vật thuộc họ Simaroubaceae. Chi này có các loài sau (tuy nhiên danh sách này có thể chưa đủ):
- Gymnostemon zaizou, Aubrev. & Pellegrin